# JOULE-THERMIE (EU)
Das JOULE-THERMIE Programm (1994–1998) der Europäischen Union diente der Förderung der Forschung, Entwicklung und  Demonstration in der Europäischen Union und mit Drittländern auf dem Gebiet nicht-nukleare Energien und vor allem auch der Förderung der regenerativen Energien.
Das JOULE-Programm wurde mit dem THERMIE-Programm 1994 zusammengeführt, wie dies Titel XV des EGV nach Maastricht vorsah. Zweck der Zusammenführung war u. a. die Effizienz beider Programme zu erhöhen.
Das Programm JOULE-THERMIE ist nur ein Teil der Fördermaßnahmen der Europäischen Union im Bereich der Forschung und technologischen Entwicklung im Bereich Energie und Umwelt (siehe auch die Programme SAVE und ALTENER im nicht-nuklearen Energiebereich).

## Ziele
Die allgemeinen Ziele des JOULE-THERMIE-Programms war die Förderung
- der Energieversorgungssicherheit
- der nachhaltigen Entwicklung
- sauberer und effizienter Technologien
- und die wirtschaftliche Wettbewerbsfähigkeit und den sozialen Zusammenhalt

durch Forschung, Entwicklung und Demonstrationsvorhaben zu stärken.
Hauptziel des Programms ist es, den effizienten, umweltfreundlichen Gebrauch heimischer Energiequellen und die Verringerung von umweltschädlichen Emissionen, insbesondere CO2 zu fördern sowie erneuerbarer Energien in der Energieversorgung Europas zu stärken. Durch das JOULE-THERMIE Programm soll auch die industrielle Wettbewerbsfähigkeit der Unternehmen in der Europäischen Union gestärkt werden. Der Wissenstransfer und die Kooperation mit Drittländern, INCO etc. ist ausdrücklich gewünscht und es soll insbesondere die spezifischen technologischen Anforderungen von Entwicklungsländern oder Schwellenländern berücksichtigt werden.

## Forschungsbereiche
Das JOULE / THERMIE Programm erstreckt sich auf die Bereiche
- rationeller Gebrauch von Energie,
- erneuerbare Energien und
- fortgeschrittene Technologien für fossile Brennstoffe.

Es wurde unterstützt und beraten durch gemeinsame Aktionen zur Analyse von Strategien und Verbreitung dieser Techniken und Erfahrungen.

## Förderhöhe und Laufzeit
Das JOULE-THERMIE Programm verfügte im vierten FTE-Rahmenprogramm (23. November 1994 bis 31. Dezember 1998) über Fördermittel von 1030 Millionen ECU (Programm JOULE über 460 Millionen, THERMIE über 570 Millionen ECU, davon 5 % für die KMU Förderung). Die Hälfte der Mittel sollte nach Forderung des Rates und des Europäischen Parlaments je für die Förderung Erneuerbarer Energien ausgegeben werden.
Die Förderung wurde auf verschiedene Schwerpunkte verteilt:
Area 1: Forschung, Entwicklung, Demonstration und Verbreitung von Strategien (max. 5 %)
Area 2: Rationelle Energieverwendung (max. 26,4 %)
Area 3: Erneuerbare Energien (max. 44 %)
Area 4: Fossile Brennstoffe (max. 27,4 %)
Area 5: Verbreitung der Energie-Technologien (max. 2,3 %)
Die Unterstützung wurde durch Shared-Cost-Verträge (Area 1, 2, 3, 4), FTE-Projekte (JOULE), Demonstrationsprojekte (THERMIE – EU-Zuschuss max. 40 % der Kosten), KMU-Förderungen und Konzertierte Aktionen (Area 1, 5) sowie Flankierende Maßnahmen (Studien, Seminare, Konferenzen, Schulungen etc.) gewährt. 1997 wurden im Zuge des Programms Thermie 134 Demonstrationsprojekte und 152 Werbemaßnahmen mit insgesamt 136,1 Mio. ECU gefördert.

## Nachfolgeprojekte
Das JOULE-THERMIE-Programm ist 1998 ausgelaufen. Es wurde innerhalb des fünften FTE-Rahmenprogrammes (1998–2002) in dem Bereich „Energie, Umwelt und nachhaltige Entwicklung“ mit einem Förderbudget von 2 Milliarden EURO geführt.
Auch im Rahmen der Programme JOULE-THERMIE (und SYNERGY) fördert die Kommission als Begleitmaßnahmen die Nutzung neuer, sauberer, sparsamer und erneuerbarer Energien in den Ländern der Dritten Welt, und zwar insbesondere auch die Nutzung der Solarenergie zur Stromerzeugung.